# Hasenmoor
Hasenmoor – gmina w Niemczech w kraju związkowym Szlezwik-Holsztyn, w powiecie Segeberg, wchodzi w skład urzędu Kaltenkirchen-Land.